# Takykininer
Takykininer är en grupp av neuropeptider. I gruppen ingår neurokinin A och neurokinin B samt substans P. Som namnets förled antyder (taky = snabb) har denna undergrupp av kininer snabbare verkan än bradykinin på glatt muskulatur. Takykininernas mekanismer är viktiga för överföringen av smärtinpulser och för inflammatoriska processer i kroppen.
Utöver de tidigare nämnda substanserna finns även ämnet eledoisin hos vissa groddjur (släktet Physalaemus)  och hos ett bläckfisksläkte, Eledone varav det fått sitt namn och eldeosin räknas även det till takykininerna. 